# Gran revuelta iraquí
La gran revuelta iraquí, o revolución iraquí de 1920, comenzó en Bagdad en la primavera de 1920 con manifestaciones en masa del pueblo iraquí, con protestas de oficiales resentidos del antiguo imperio otomano , contra la ocupación británica. La revuelta cobró impulso cuando se extendió a las regiones mayoritariamente chiitas de la parte media y baja del Éufrates, siendo el sheikh Al-Mehdi Khalissi uno de los líderes chiita más destacados de la Revuelta.
Las comunidades religiosas suníes y chiíes, las comunidades tribales, las masas urbanas y muchos funcionarios iraquíes en Siria cooperaron durante la revolución. Los objetivos del Levantamiento era la independencia del régimen de gobierno colonial de la Corona británica y la creación de un gobierno árabe Aunque la revuelta logró cierto éxito inicial, a fines de octubre de 1920, los británicos lograron aplacarla, si bien ésta tuvo algunos incidentes que se prolongaron hasta 1922.
Otra rebelión antibritánica tuvo lugar en el norte de Iraq por los kurdos, quienes estaban tratando de obtener la independencia. Uno de los principales líderes de la revuelta fue el jeque kurdo Mahmud Barzanji.

## Antecedentes
Después de Primera Guerra Mundial la idea de la Liga de las Naciones de la creación de mandatos correspondientes a los territorios de las Potencias Centrales derrotadas comenzó a tomar forma tras el Tratado de Paz de Versalles de 1919. La idea se basaba en el principio de que los territorios con el tiempo se convertirían en independientes, pero bajo la tutela de los países vencedores de la Triple Entente. Los habitantes de las provincias otomanas comenzaron a temer el concepto mandato, pues "parecía sugerir el dominio imperial europeo con otro nombre."
En la Conferencia de San Remo celebrada en abril de 1920, a Gran Bretaña le fueron dados el Mandato de Irak, llamada Mesopotamia en el Mundo occidental de aquel momento, y Palestina. En Irak, los británicos se deshicieron de la mayoría de los funcionarios otomanos para colocar en su lugar funcionarios británicos. Muchas personas en Irak empezaron a temer formar parte del Imperio Británico. Fue en este punto que uno de los más eminentes Muŷtahids chiitas, el Ayatolá Mohamed Taqi al-Shirazi, emitió una Fetua en la que declaraba <<que el servicio en la administración británica era ilegal.>>. Las nuevas políticas y leyes británicas como por ejemplo la de propiedad de la tierra, que afectaba a los líderes tribales, y especialmente el nuevo impuesto en el que se tenía que pagar para ser enterrado en Najaf, donde los chiitas de todo el mundo eran enterrados. levantaron cada vez más resentimiento. Así pues hubo reuniones entre los ulemas chiíes y los líderes tribales donde se discutieron estrategias para protestas pacíficas, pero también se tuvieron en cuenta acciones violentas, si las manifestaciones pacíficas no llegaran a buen puerto.

## La Revolución
El descontento con el gobierno británico se materializó en mayo de 1920 con el estallido de manifestaciones masivas en Bagdad centrándose en protestas pacíficas contra el dominio británico. Hubo grandes reuniones en las mezquitas suníes y chiíes que han dado prueba de la cooperación entre las dos grandes ramas religiosas de la sociedad iraquí. En una de las reuniones más grandes se designaron quienes representarían la causa iraquí en un diálogo frente a las autoridades británicas. El Comisario Civil interino, Sir Arnold Wilson, desestimó sus demandas al creerlas poco prácticas.
La rebelión armada estalló a finales de junio de 1920. El Ayatolá al-Shirazi emitió otra fetua en la que alentaba a una rebelión armada. Las autoridades británicas intentando evitarla arrestó a un jeque de la tribu Zawalim, al que una banda armada de leales guerreros tribales liberaron tomando la cárcel al asalto. La revuelta pronto ganó adeptos a medida que las guarniciones británicas en la región del Éufrates Medio eran más débiles y las tribus armadas mucho más fuertes. A finales de julio, los rebeldes tribales armados controlaban la mayor parte de la región del Éufrates Medio. El éxito de las tribus hizo que la revuelta se extendiera a Bajo Éufrates y alrededor de Bagdad. El ministro británico Winston Churchill autorizó la llegada inmediata de refuerzos desde Irán que incluían dos escuadrones de la Royal Air Force, que fueron decisivos para acabar con la revuelta También había tribus que iban en contra de la rebelión, ya que fueron reconocidos por las autoridades británicas y se beneficiaron de este reconocimiento. Finalmente, comenzaron a escasear los suministros y la financiación entre los rebeldes mientras que las fuerzas británicas eran cada vez más eficaz. La rebelión terminó en octubre de 1920 cuando los rebeldes entregaron Najaf y Karbala a las autoridades británicas.

## Secuelas
Entre 6000 y 9000 iraquíes y alrededor de 500 soldados británicos e indios murieron en la revuelta. La RAF voló un total de 4008 h en las que lanzó 97 toneladas de bombas y disparó 183861 balas para sólo matar a 9 hombres, herir a siete y perder 11 aviones. La revuelta hizo reconsiderarse a los oficiales británicos la estrategia a seguir en Irak. La Revuelta costo a los británicos 40 millones de libras, dos veces el presupuesto asignado al Mandato de Mesopotamia. De hecho había costado más que la financiación de la Rebelión árabe contra el Imperio Otomano en 1917-1918. El nuevo ministro de las colonias, Winston Churchill, decidió que tanto Irak como en las colonias británicas de Oriente Medio necesitaban una nueva administración por lo que convocó la Conferencia de El Cairo que se celebraría en marzo de 1921. En la Conferencia se discutió sobre el futuro de Irak. Decidieron seguir teniendo el control del país, pero instalando oficiales que estuvieran de acuerdo con el Gobierno Británico. Eventualmente colocaron a Fáysal ibn Husáyn como Rey de Irak, que había trabajado con los británicos durante la Revuelta árabe de la Primera Guerra Mundial. Los británicos también pensaron que al instalar a Faysal prevenían algún tipo de lucha contra los franceses en Siria que pudiera dañar las relaciones franco-británicas Para los iraquíes, la revuelta sirvió como parte de la fundación del nacionalismo iraquí, aunque esta conclusión es debatida por los académicos. También demostró una cooperación sin precedentes entre musulmanes suníes y chiítas, aunque esta cooperación no duró mucho más allá del fin de la revuelta.

## Otras lecturas
- Tripp, Charles. A History of Iraq. Cambridge Univ. Press, 2007
- Fieldhouse, D.K. Western imperialism in the Middle East 1914–1958. Oxford Univ. Press, 2006
- Spector S. Reeva, Tejirian H. Eleanor. The Creation of Iraq, 1914–1921. Columbia Univ. Press, 2004
- Atiyyah, Ghassan R. Iraq: 1908-1921A Socio-Political Study. The Arab Institute for Research and Publishing, 1973
- Vinogradov, Amal. “The 1920 Revolt in Iraq Reconsidered: The Role of Tribes in National Politics.” International J. of Middle East Studies 3 (2 , abril de 1972): 123–139

- Datos: Q616851